# サイモン・プロパティ・グループ
サイモン・プロパティ・グループ（英: Simon Property Group, Inc.、通称サイモン）は、ショッピングセンターやアウトレットモールの保有・開発・リースを行っているアメリカ合衆国の不動産事業者。インディアナ州・インディアナポリスに本拠を置き、アメリカ最大の商業用不動産事業者である。ニューヨーク証券取引所上場企業（NYSE: SPG）。

## 沿革
ニューヨーク生まれのMelvin Simonは、アメリカ陸軍の経理関係の仕事でインディアナ州に駐留していたが、退役後も同州に残り、ショッピングセンターの不動産事業に可能性を見出し、1960年に弟のHerbert Simonをインディアナ州に呼び寄せてMelvin Simon & Associatesを設立した。同年8月ブルーミントンに最初のショッピングプラザを開業させ、短期間の間にサイモン兄弟の不動産管理者としての手腕が評判を呼び、小売業者とのリース契約が相次いだことで銀行から新たな開発資金を獲得し、インディアナ州外にも進出、1964年にはコロラド州で最初の屋内型ショッピングセンターを開業させた。屋内型ショッピングセンターの開発はすぐに他州でも採用され、1975年にはイリノイ州で100万平方フィート超の大規模屋内型ショッピングセンターを開業、アメリカの大都市のドーナツ化現象（郊外化）を牽引する形で、1970年代に大きな事業成長を達成した。アメリカ大都市の中心市街地の空洞化が顕著となった1980年代には、インディアナポリスをはじめ市街地の再開発プロジェクトにも参加、この都市再開発事業への参入を通じ、サイモンはショッピングのみにとどまらず映画館やナイトクラブ、ホテルやレクリエーション施設との複合施設の開発にも着手することとなり、1992年にラスベガス近郊に開業したザ・フォーラム・ショップス・アット・シーザーズはその顕著な成功例の一つとされた。
1993年にサイモン・プロパティ・グループとしてニューヨーク証券取引所で行った株式公開は、8億4,000万ドルをつけ当時の史上最高額を記録、以降は企業買収を積極的に行い、1996年にDeBartolo Realty Corporationを買収、1998年にアメリカ東海岸にショッピングモールを有するCorporate Property Investorsを買収、2004年10月にアウトレットモール事業者のチェルシー・プロパティ・グループを買収、これらの買収を通じてサイモンの事業規模は株式公開時の数倍に拡大し、また1900年代後半から新たなポイント制度の導入や、ペプシコやマイクロソフトなど異業種との提携による新サービスの提供を推進した。2010年代にインターネットショッピングの普及が進むと、事業の再構築に着手し、2014年にWashington Prime Group Inc.として100近いショッピングセンターをスピンオフした。
海外への投資も行っており、1998年にフランス・パリの不動産事業者への投資開始を手始めに、2012年にフランスの同業大手クレピエールの株式をBNPパリバより買収し、同社の最大株主となった。またチェルシー・プロパティ・グループの買収はアジア地域への進出をもたらし、日本では同社の日本事業であるチェルシー・ジャパンを引き継ぐ形で、三菱地所との合弁企業である三菱地所・サイモンに40％の出資を行っている。

## 主なショッピングセンター

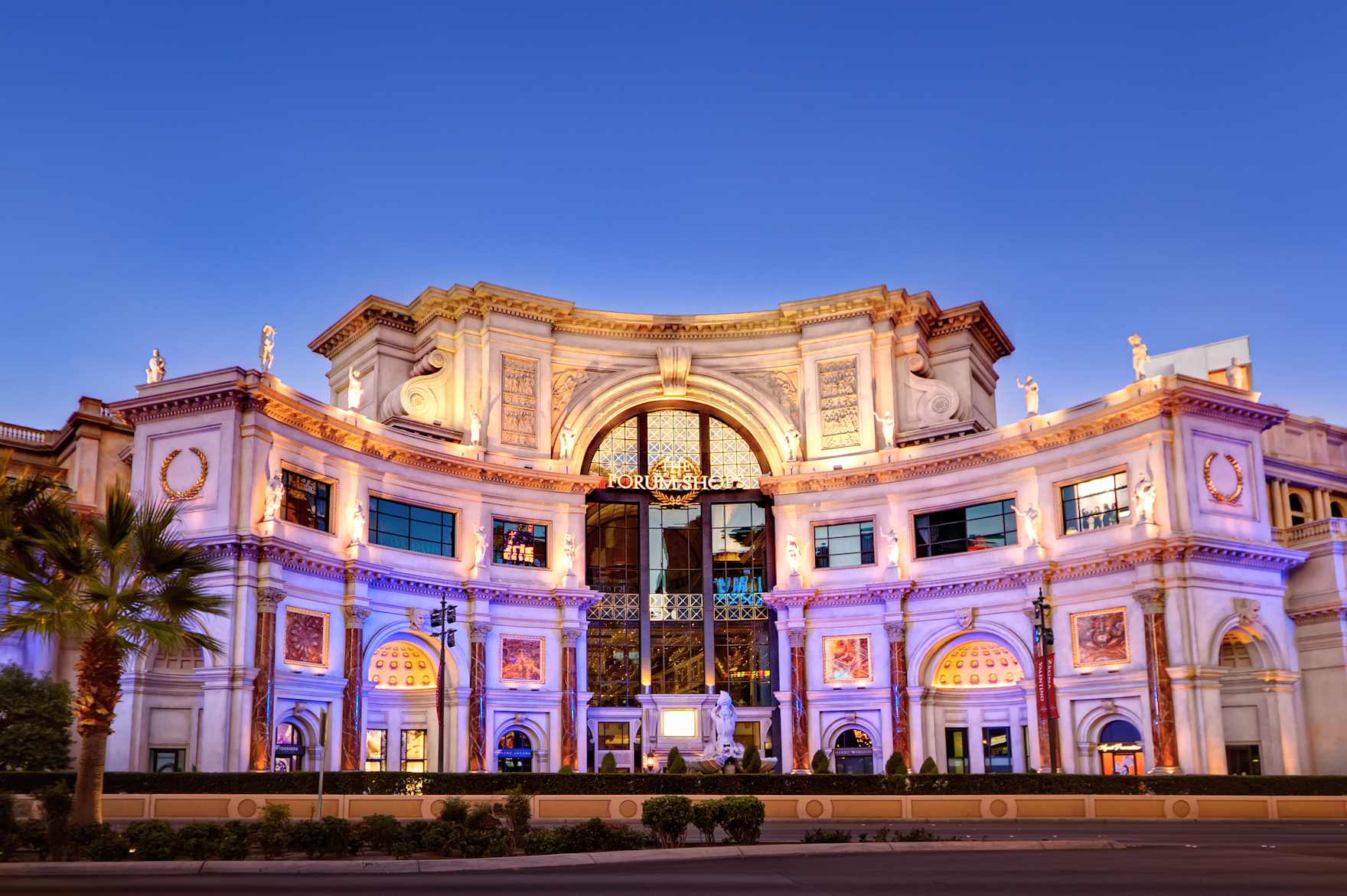
ラスベガス近郊のザ・フォーラム・ショップス・アット・シーザーズ
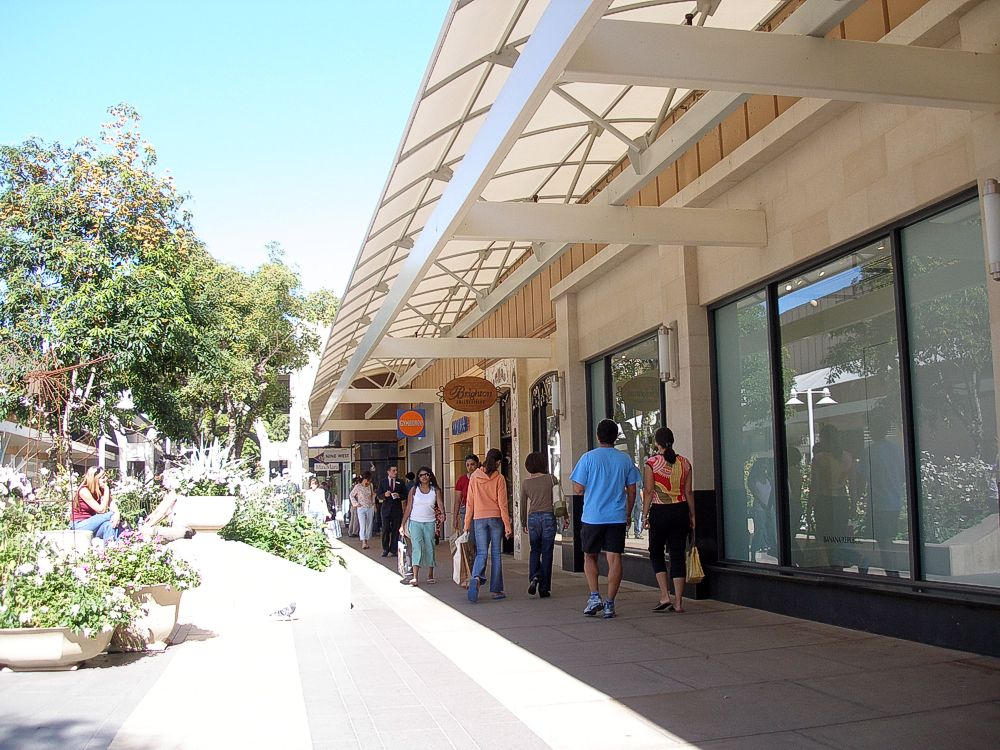
パロアルトのスタンフォード・ショッピングセンター
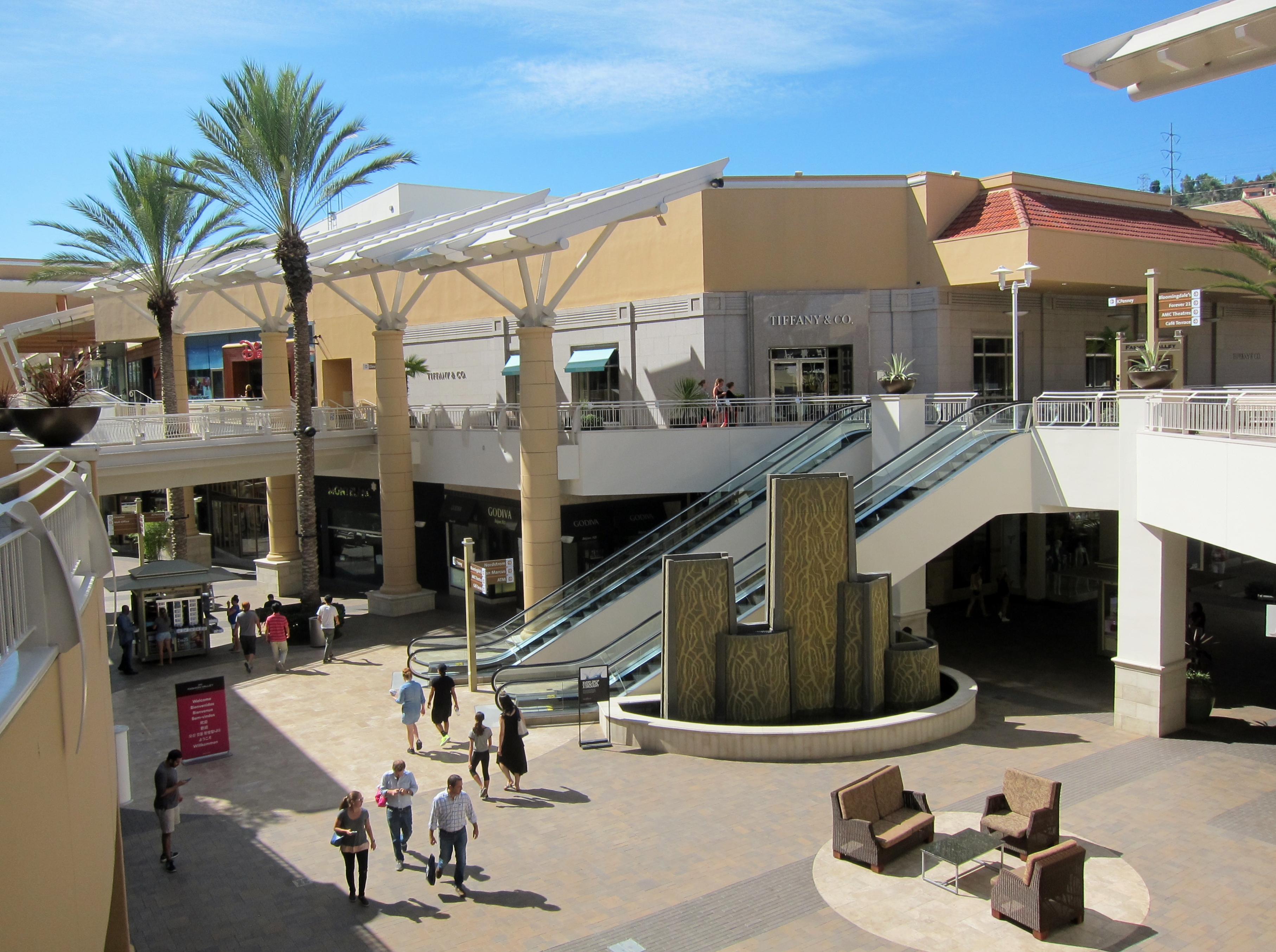
サンディエゴのファッション・バレー・モール
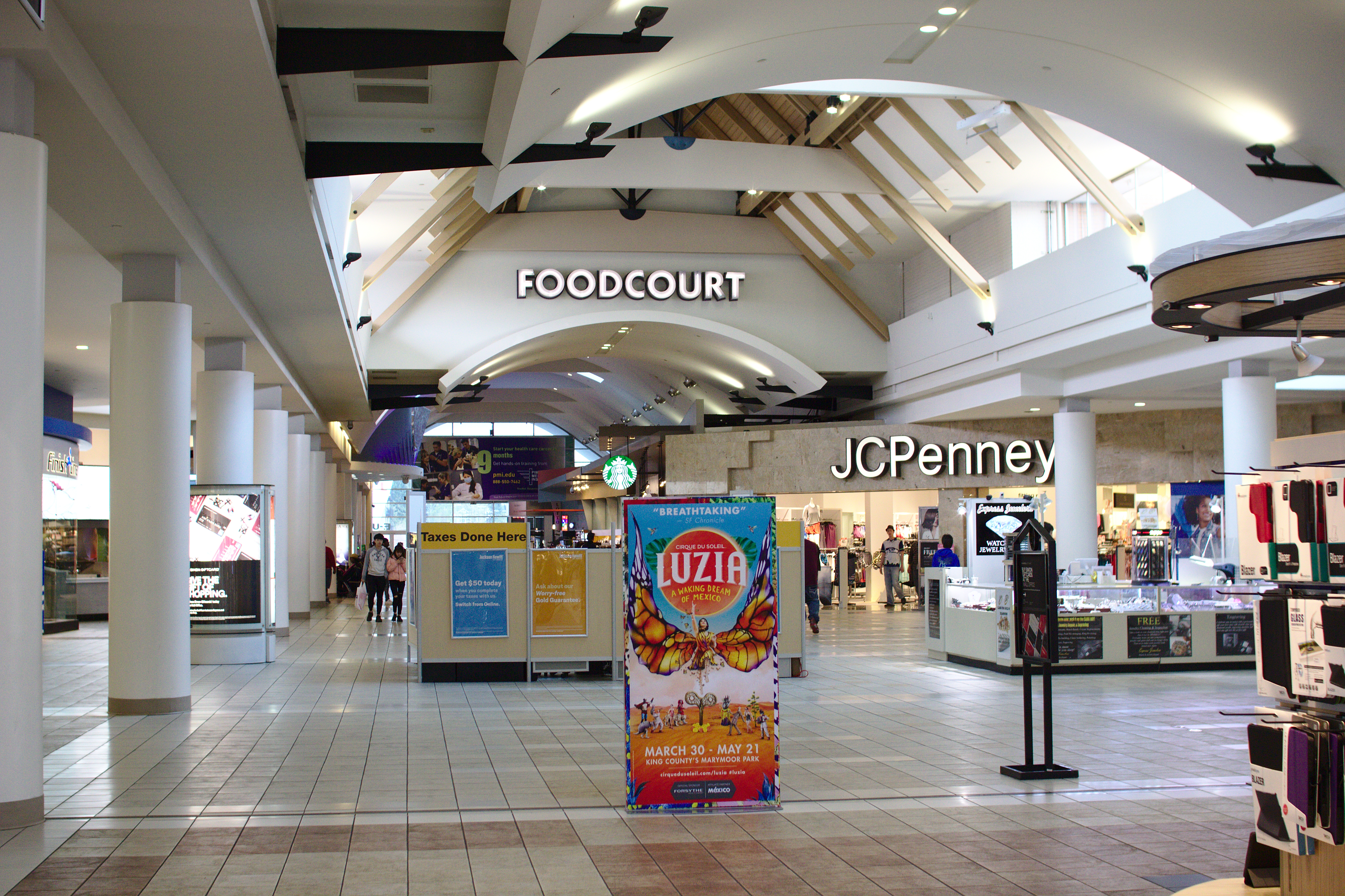
シアトルのノース・ゲート・モール
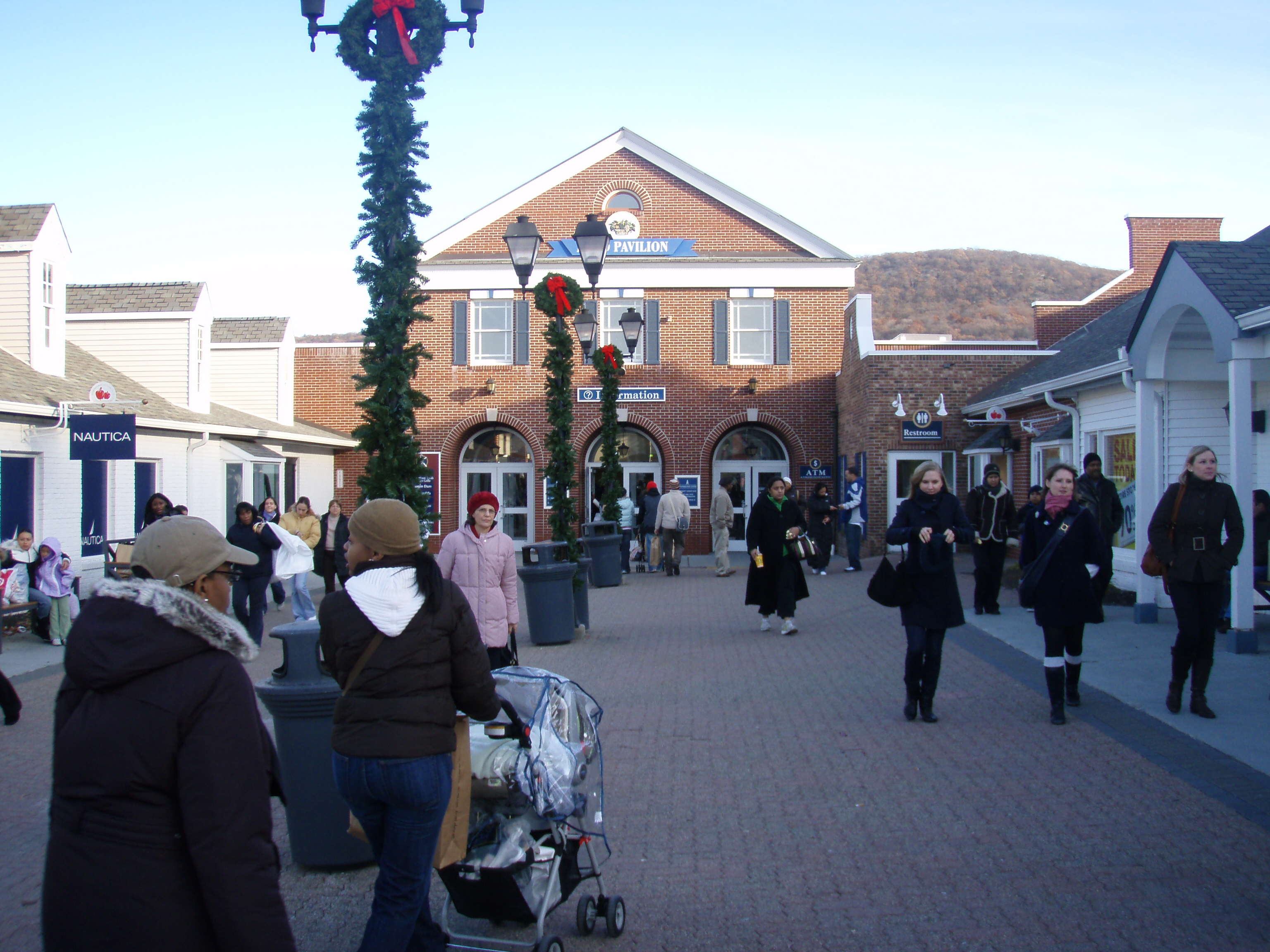
ニューヨーク州のウッドベリー・コモン
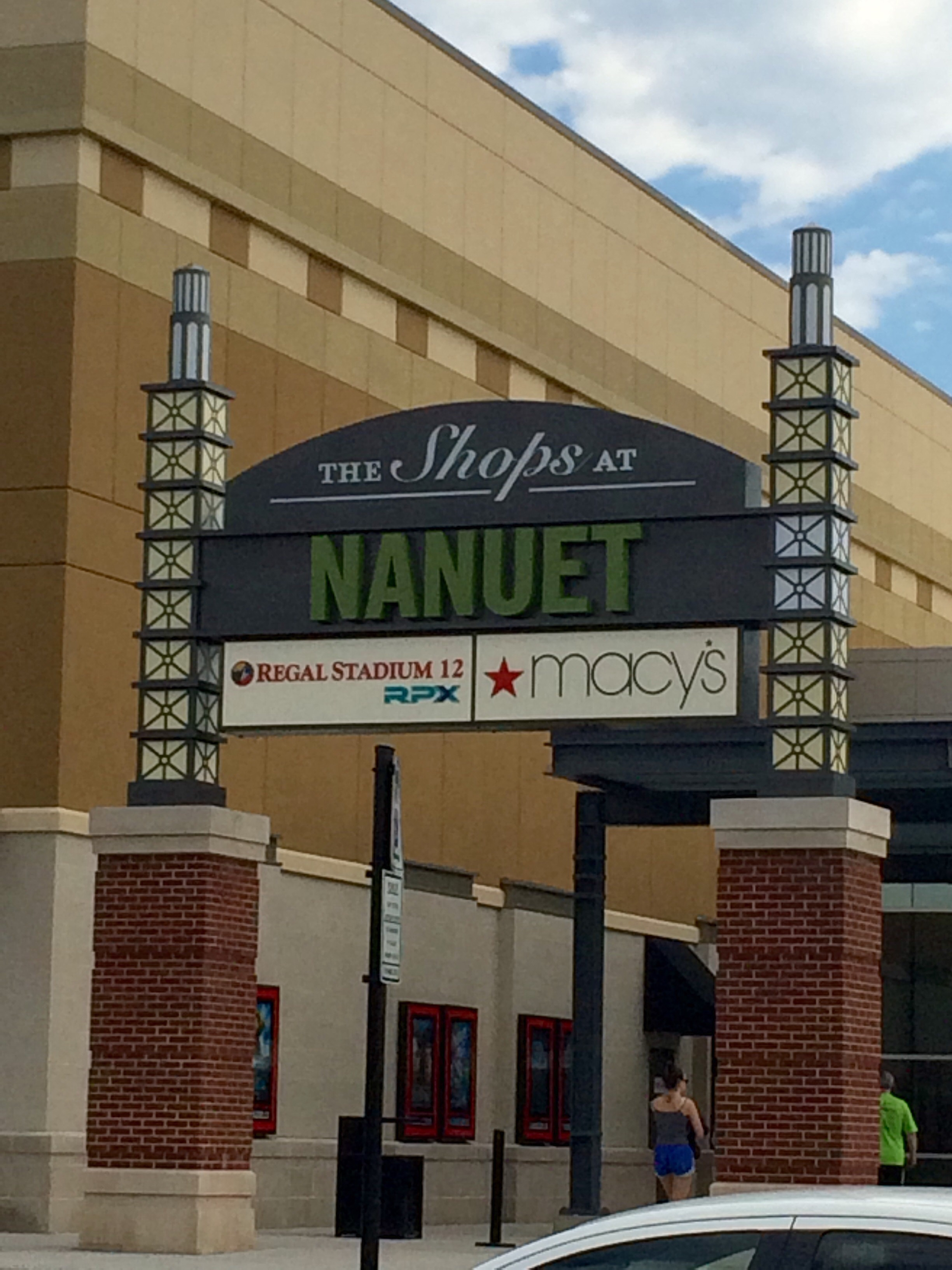
ニューヨーク州のショップ・アット・ナニュエット
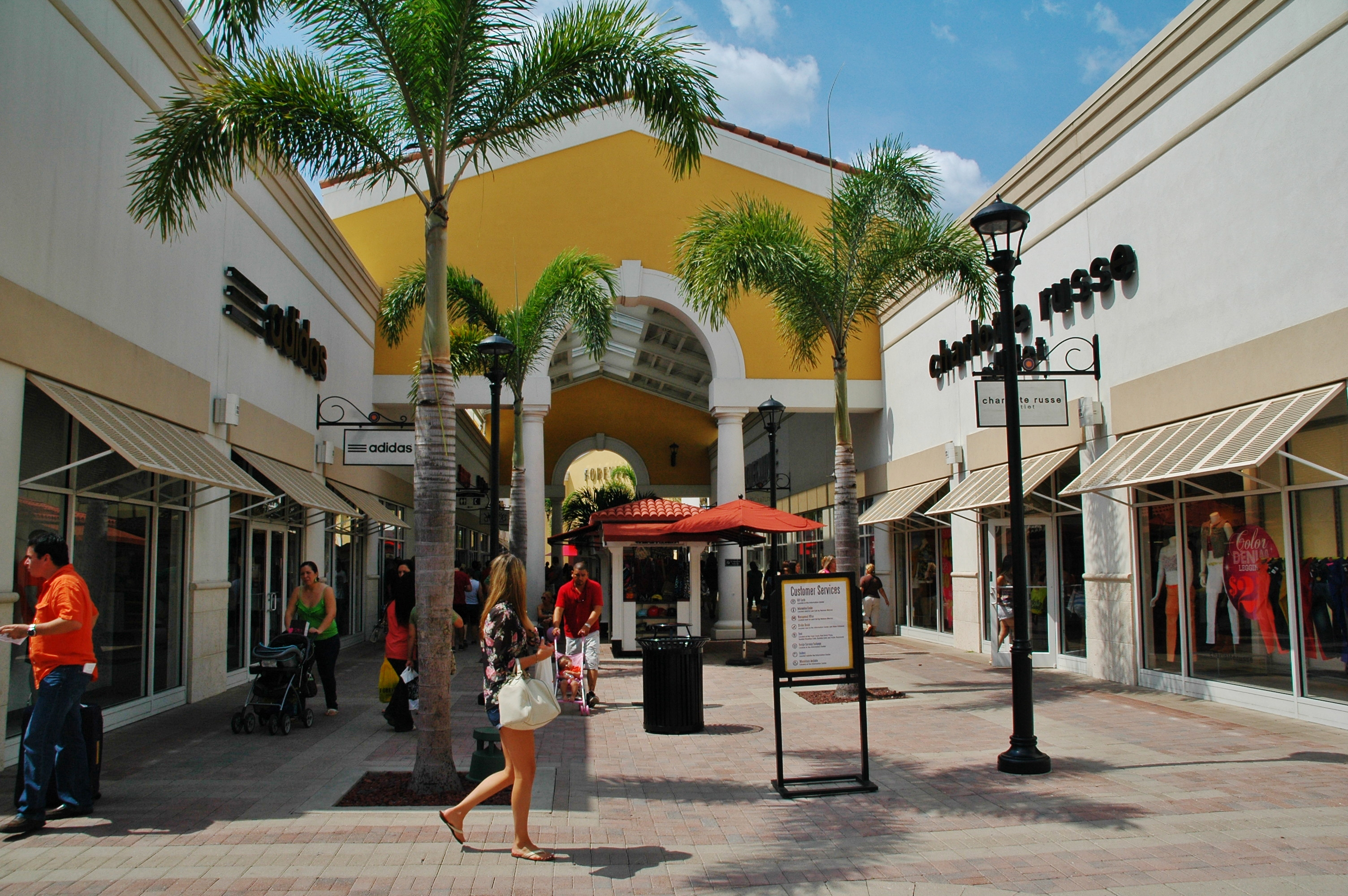
オーランド・プレミアム・アウトレット
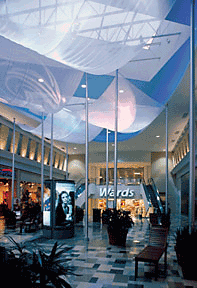
ダラス・フォートワース近郊のノース・イースト・モール

- このほか、プエルトリコ、カナダ、メキシコ、韓国、タイ、マレーシア、西ヨーロッパ6カ国に、合弁企業を通じて出資店舗を保有している[10]。
- 日本では三菱地所との合弁企業「三菱地所・サイモン」が以下のアウトレットを運営している。
  - 仙台泉プレミアム・アウトレット
  - あみプレミアム・アウトレット
  - 佐野プレミアム・アウトレット
  - 酒々井プレミアム・アウトレット
  - 御殿場プレミアム・アウトレット
  - 土岐プレミアム・アウトレット
  - りんくうプレミアム・アウトレット
  - 神戸三田プレミアム・アウトレット
  - 鳥栖プレミアム・アウトレット